# Paolo Conti
Paolo Conti (Riccione, 1950. április 1. –) válogatott olasz labdarúgó, kapus.

## Pályafutása

### Klubcsapatban
A Robur RIccione korosztályos csapatában kezdte a labdarúgást.  1968 és 1970 között a Riccione első csapatában védett. 1970 és 1972 között a Modena, majd a következő idényben az Arezzo labdarúgója volt. 1973 és 1980 között hét idényen át az AS Roma együttesében szerepelt. Tagja volt az 1980-as olasz kupagyőztes csapatnak. 1980–81-ben a Verona, 1981 és 1982 között a Sampdoria, 1983–84-ben a Bari, 1984 és 1988 között a Fiorentina játékosa volt. 1988-ban vonult vissza az aktív labdarúgástól.

### A válogatottban
1977 és 1979 között hét alkalommal szerepelt az olasz válogatottban. Tagja volt az 1978-as világbajnoki negyedik helyezett csapatnak, de mérkőzésen nem szerepelt.

## Sikerei, díjai
Olaszország
- Világbajnokság
  - 4.: 1978, Argentína

 AS Roma
- Olasz kupa (Coppa Italia)
  - győztes: 1980